# 기요세 이치로
기요세 이치로(清瀬 一郎, 1884년 7월 5일~1967년 6월 27일)는 14선 중의원 의원을 역임한 일본의 정치인이다.

## 생애
1884년 효고현 시카마군 유메사키정(현 히메지시)에서 태어났다. 교토제국대학(현 교토 대학)을 졸업한 뒤 변호사가 되었으며 소작 쟁의, 사상 사건, 특허 사건 등의 재판에 많이 임했다. 특히 실무적·학문적으로 지적 재산권의 일종인 공업소유권 분야를 개척한 인물로 잘 알려져 있다.
1920년엔 중의원 의원이 되었는데 보통선거 도입을 추진하고 대만 의회 설치 운동을 지원했으며 「치안유지법」 폐지를 주장하는 등 자유주의적 성향을 보였다. 하지만 1930년대에는 친군부 성향으로 전향하여 5·15 사건 관련자 재판 때 피고측 변호인으로 활동했다.
1945년 제2차 세계 대전이 끝난 직후 일본 국적을 가진 옛 식민지 출신자들의 참정권 행사를 경계하여 이들의 참정권을 박탈해야 한다고 주장했다. 그리고 12월 「중의원 의원 선거법」이 개정되어 이들의 참정권은 부정당했다. 전전에 친군부 성향을 보인 것을 이유로 1946년 1월 연합군 최고사령부에 의해 공직 추방을 당했다. 한편 극동국제군사재판 땐 도조 히데키를 변호한 것으로 알려져 있다.
「일본국 헌법」을 개정해야 한다고 주장하는 등 전형적인 전전파 보수 정치가의 면모를 보였지만 한편으론 청렴한 정치인으로도 명망이 높았다. 이로 인해 공직 추방이 해제된 뒤에는 비둘기파인 미키 다케오와 함께 행동하여 개진당을 창당했다.
이후 보수합동으로 창당된 자유민주당에 합류했으며 제3차 하토야마 이치로 내각에 문부상으로 입각했다. 기요세는 당시 지방교육행정을 규정하고 있던 「교육위원회법」을 폐지하고 「지방교육행정의 조직 및 운영에 관한 법률」로 대체해 주민직선제였던 교육위원회의 구성을 지방공공단체장이 지방의회의 동의를 거쳐 임명하도록 고쳤다.
1960년 2월엔 일본 중의원 의장에 취임했는데 공정성을 기한단 이유로 일시적으로 당적을 버렸다. 이땐 의장단의 당적 이탈이 관례화되기 전이었기에 기요세의 일시 탈당은 이례적인 것으로 여겨졌다. 의장으로 재임할 때 시행된 1960년·1963년 총선에도 무소속으로 출마했다.

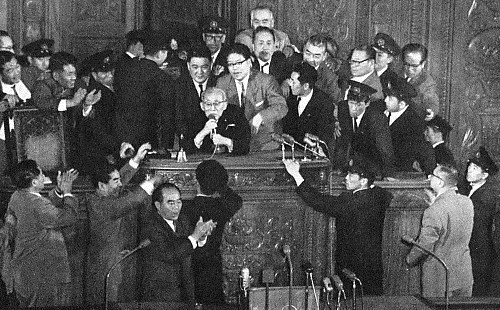
신안보 조약 통과를 위해 회기 연장을 선언하는 기요세.

기요세가 의장으로 있을 때 강행 표결을 통해 「일본과 미국 간의 상호 협력 및 안전 보장 조약」이 성립됐다. 강행 표결을 앞두고 하루 전에 일본사회당 소속 의원과 비서들이 기요세를 의장실에서 못 나오도록 가두었으나 경비대를 동원해서 의장실을 빠져나갔다. 그리고 자민당 의원인 가네마루 신에게 업힌 채로 의사당에 갔는데 입장할 때 다리를 다쳐 골절상을 입었다(《니혼케이자이 신문》은 왼쪽 다리, 《산케이 신문》은 오른쪽 다리에 부상을 입었다고 보도했는데 당시 사진을 보면 왼쪽 다리에 깁스를 하고 있었다). 자민당과 사회당이 대립하고 있는 혼란한 상황 속에서 기요세는 회기 연장을 선언했고 날이 바뀐 직후 신안보 조약 비준안을 가결했다. 피곤했던지 기요세는 소파에 누운 채 기자들의 취재에 응했다.
검은 안개 사건 등 자민당 안팎에서 여러 부패 사건이 잇따르자 자민당은 강기숙정조사회를 설치했고 기요세가 회장으로 취임했다. 기요세는 당의 부패 체질을 개선하기 위해 노력했다.
1967년 6월 향년 83세로 사망했다. 그의 지역구는 비서를 지낸 도이다 사부로가 물려받았다.

## 기요세를 연기한 배우
- 사사키 다카마루: 1959년 영화 《대동아 전쟁과 국제재판》
- 미야구치 세이지: 1984년 NHK 대하드라마 《산하 타오르다》
- 오쿠다 에이지: 1998년 영화 《프라이드~운명의 순간》

## 역대 선거 기록
|  | 0% |

|  | 0% |

|  | 0% |

|  | 0% |

|  | 0% |

|  | 0% |

|  | 0% |

|  | 0% |

|  | 19.3% |

|  | 15.5% |

|  | 26.9% |

|  | 20.5% |

|  | 21.2% |

|  | 17.7% |

|  | 15.6% |

| 전임 마쓰무라 겐조 | 제72대 일본의 문부대신 1955년 11월 22일~1956년 12월 23일 | 후임 나다오 히로키치 |

| 전임 가토 료고로 | 제49·50대 일본 중의원 의장 1960년 2월 1일~1963년 10월 23일 | 후임 후나다 나카 |